# Skwadron
Skwadron – jednostka organizacyjna wojska w XVI - XVII w. Po raz pierwszy zastosowany w Hiszpanii w końcu XVI w. Z reguły tworzyły go 2 lub 3 kompanie piechoty lub kawalerii. W Rzeczypospolitej Obojga Narodów skwadron występował wyłącznie w wojskach autoramentu cudzoziemskiego. Dwa lub trzy skwadrony tworzyły regiment. 
Skwadrony z reguły organizowano według wzorów szwedzkich, ustalonych przez Gustawa Adolfa, który, po kilku reorganizacjach,  tworzył regimenty piechoty w składzie dwóch skwadronów, a  te z kolei z czterech kompanii każdy. Ponieważ w skład kompanii wchodziły trzy kapralstwa muszkieterów po 24 ludzi oraz trzy kapralstwa pikinierów po 18 ludzi, skwadron piechoty szwedzkiej liczył łącznie 288 muszkieterów i 216 pikinierów. Należy dodać, że każda z czterech kompanii odkomenderowywała jedno kapralstwo muszkieterów do działań poza szykiem skwadronu (wsparcia kawalerii, działania przed szeregiem regimentu w początkowej fazie bitwy itp.). Stąd do bitwy szwedzki skwadron przystępował w składzie 192 muszkieterów i 216 pikinierów. 
Skwadron rajtarii składał się najczęściej z dwóch kompanii, te zaś zwykle z 15 rot po 6 żołnierzy. Kompania rajtarska zatem (bez oficerów, luzaków itp.) liczyła 90 rajtarów, zaś skwadron - 180.  Podobnie było w dragonii. 
W Polsce i na Litwie dość często tworzono samodzielne skwadrony rajtarii i dragonii, rzadziej piechoty, z której starano się formować pełne regimenty. 
Niektóre źródła pamiętnikarskie mianem skwadronów określają tworzone ad hoc z chorągwi autoramentu narodowego zgrupowania. Tworzenie ich było praktyką stosowaną w sytuacjach, gdy stany osobowe w chorągwiach były na tyle niskie, że dla sprawnego dowodzenia należało dokonać komasacji jednostek. Z nazwy skwadronu wywodzi się późniejsza nazwa jednostki kawalerii odpowiadającej kompanii piechoty - szwadron.